# Guassutanypus oliveirai
Guassutanypus oliveirai är en tvåvingeart som beskrevs av Roque och Trivinho-strixino 2003. Guassutanypus oliveirai ingår i släktet Guassutanypus och familjen fjädermyggor. Inga underarter finns listade i Catalogue of Life.